# Narvel Felts
Albert Narvel Felts (* 11. November 1938 in Keiker, Arkansas) ist ein US-amerikanischer Country- und Rockabilly-Musiker. Felts hatte in den 1970er-Jahren eine Reihe von Hits; sein größter Erfolg war 1975 Reconsider Me.

## Leben

### Kindheit und Jugend
Narvel Felts wurde 1938 in Arkansas geboren, wuchs aber in Bernie, Missouri, auf. Inspiriert durch damalige Country-Stars wie Ernest Tubb und Floyd Tillman, brachte Felts sich das Gitarre spielen selbst bei. 1956 gewann er mit seiner Version von Blue Suede Shoes einen Talentwettbewerb seiner High School. Es war die Zeit des Rock ’n’ Roll, dem Felts sich nun als 17-jähriger Sänger begeistert widmete.

### Karriere als Rockabilly
Ein DJ aus Dexter, Missouri, hörte Felts und verschaffte ihm einen Platz beim Radiosender KDEX. Bald moderierte Felts an Samstagnachmittagen seine eigene Sendung. Den Einstieg in das professionelle Musikgeschäft fand er, als er Jerry Mercer in dessen Band, den Rockets, ersetzte. Felts erster Manager, ein Plattenladenbesitzer, arrangierte ein Vorspiel bei Sun Records. Felts und ein Bandmitglied stellten sich Jack Clement vor, der die beiden mit dem Rat nach Hause schickte, ein paar Songs zu schreiben. Felts kehrte nach dem ersten missglückten Versuch kurze Zeit mit der gesamten Band zu Sun zurück und hielt seine erste Session ab, während der unter anderem Cry Baby Cry eingespielt wurde. Jedoch wurden keine der aufgenommenen Songs von Sun veröffentlicht.
Felts und die Rockets kehrten nach Missouri zurück. Während eines Auftrittes in St. Louis wurden sie von einem Angestellten von Mercury Records entdeckt. In der folgenden Zeit wurden fünf Rockabilly-Singles eingespielt, die alle bis 1958 erschienen, aber erfolglos blieben. 1960 erreichte Felts mit Honey Love erstmals die hinteren Plätze der Charts, weitere Erfolge blieben ihm aber versagt.
Felts und die Rockets wechselten danach zu MGM Records, es erschienen jedoch keine Platten. In den 1960er-Jahren führte Felts seine Karriere fort, konzentrierte sich aber mehr auf seine Familie. Er trat weiterhin auf und spielte für lokale Labels einige unbedeutende Platten ein.

### Durchbruch
1973 gelang Felts der Durchbruch als Country-Sänger. Er unterzeichnete beim Cinnamon-Label, und bereits seine zweite Single Drift Away positionierte sich in den Top Ten der Hot Country Songs. Es folgten eine Reihe weiterer Hits wie All in the Name of Love (1973) und I Want to Stay (1974). Nachdem seine Plattenfirma 1975 schließen musste, wechselte Felts, immer noch von den Rockets begleitet, zu ABC-Dot, wo er seine Erfolgssträhne weiterführen konnte. Bei ABC-Dot konnte er mit Reconsider Me seinen  größten Hit verbuchen, der bis auf Platz zwei kam. Es folgten weitere Chartplatzierungen und 1978 ein weiterer großer Hit mit Run for the Roses. Die Spitzenposition der Charts blieb ihm jedoch verwehrt.
Felts verlor seinen Vertrag mit ABC-Dot, als das Label von MCA Records aufgekauft wurde. Mitte der 1970er-Jahre feuerte sein Roadmanager Rockets und engagierte eine neue Band, die sich Wild Country nannte. Lange hielt die Zusammenarbeit mit Wild Country nicht, und die Band startete daraufhin ohne Felts unter dem Namen Alabama ihre höchst erfolgreiche Karriere.
Felts gründete Ende der 1970er-Jahre eine neue Band, die Driftaways. Mit ihr wurde er ständiger Gast beim Hemsby Rock’n’Roll Weekend und wurde, bedingt durch das Rockabilly-Revival, in Europa bei Rockabilly-Fans sehr populär.
In den 1980er-Jahren wandte Felts sich mehr dem Gospel zu. Heute tritt er noch immer in Country- und Rockabilly-Shows auf.

## Diskografie

### Alben
| Jahr | Titel                        | Höchstplatzierung, Gesamtwochen, AuszeichnungChartsChartplatzierungen (Jahr, Titel, Platzierungen, Wochen, Auszeichnungen, Anmerkungen) | Anmerkungen |
| Jahr | Titel                        | Country | Anmerkungen |
| ---- | ---------------------------- | --- | ----------- |
| 1973 | Drift Away                   | Country30 (7 Wo.)Country |             |
| 1974 | When Your Good Love Was Mine | Country41 (7 Wo.)Country |             |
| 1975 | Narvel Felts                 | Country4 (19 Wo.)Country |             |
| 1975 | Greatest Hits Vol. 1         | Country20 (15 Wo.)Country |             |
| 1976 | Narvel the Marvel            | Country10 (18 Wo.)Country |             |
| 1976 | Doin’ What I Feel            | Country26 (11 Wo.)Country |             |
| 1977 | The Touch of Felts           | Country30 (8 Wo.)Country |             |
| 1979 | One Run for the Roses        | Country49 (3 Wo.)Country |             |

Weitere Alben
- 1977: Narvel
- 1978: Inside Love

### Singles
| Jahr | Titel Album                                              | Höchstplatzierung, Gesamtwochen, AuszeichnungChartplatzierungen (Jahr, Titel, Album, Platzierungen, Wochen, Auszeichnungen, Anmerkungen) | Höchstplatzierung, Gesamtwochen, AuszeichnungChartplatzierungen (Jahr, Titel, Album, Platzierungen, Wochen, Auszeichnungen, Anmerkungen) | Anmerkungen       |
| Jahr | Titel Album                                              | US | Country | Anmerkungen       |
| ---- | -------------------------------------------------------- | --- | --- | ----------------- |
| 1960 | Honey Love                                               | US90 (2 Wo.)US | — |                   |
| 1973 | Drift Away                                               | — | Country8 (16 Wo.)Country |                   |
| 1973 | All in the Name of Love Drift Away                       | — | Country13 (13 Wo.)Country |                   |
| 1974 | When Your Good Love Was Mine                             | — | Country14 (14 Wo.)Country |                   |
| 1974 | Until the End of Time                                    | — | Country39 (11 Wo.)Country | mit Sharon Vaughn |
| 1974 | I Want to Stay Greatest Hits Vol. 1                      | — | Country26 (13 Wo.)Country |                   |
| 1974 | Raindrops Greatest Hits Vol. 1                           | — | Country33 (13 Wo.)Country |                   |
| 1975 | Reconsider Me Narvel Felts                               | US67 (6 Wo.)US | Country2 (21 Wo.)Country |                   |
| 1975 | Funny How Time Slips Away Narvel Felts                   | — | Country12 (15 Wo.)Country |                   |
| 1975 | Somebody Hold Me (Until She Passes By) Narvel the Marvel | — | Country10 (16 Wo.)Country |                   |
| 1976 | Lonely Teardrops Narvel the Marvel                       | US62 (4 Wo.)US | Country5 (16 Wo.)Country |                   |
| 1976 | My Prayer Doin’ What I Feel                              | — | Country14 (11 Wo.)Country |                   |
| 1976 | My Good Thing’s Gone Doin’ What I Feel                   | — | Country20 (12 Wo.)Country |                   |
| 1977 | The Feeling’s Right The Touch of Felts                   | — | Country19 (11 Wo.)Country |                   |
| 1977 | I Don’t Hurt Anymore The Touch of Felts                  | — | Country37 (10 Wo.)Country |                   |
| 1977 | To Love Somebody Narvel                                  | — | Country22 (11 Wo.)Country |                   |
| 1977 | Please Narvel                                            | — | Country34 (6 Wo.)Country |                   |
| 1978 | Runaway Narvel                                           | — | Country30 (10 Wo.)Country |                   |
| 1978 | Just Keep It Up Inside Love                              | — | Country31 (9 Wo.)Country |                   |
| 1978 | One Run for the Roses                                    | — | Country26 (11 Wo.)Country |                   |
| 1979 | Everlasting Love One Run for the Roses                   | — | Country14 (11 Wo.)Country |                   |
| 1979 | Moment by Moment                                         | — | Country43 (8 Wo.)Country |                   |
| 1979 | Tower of Strength                                        | — | Country33 (9 Wo.)Country |                   |
| 1979 | Because of Losing You                                    | — | Country73 (4 Wo.)Country |                   |
| 1981 | Louisiana Lonely                                         | — | Country67 (5 Wo.)Country |                   |
| 1981 | Fire in the Night                                        | — | Country84 (4 Wo.)Country |                   |
| 1982 | I’d Love You to Want Me                                  | — | Country58 (8 Wo.)Country |                   |
| 1982 | Sweet Southern Moonlight                                 | — | Country84 (3 Wo.)Country |                   |
| 1982 | Roll Over Beethoven                                      | — | Country64 (64 Wo.)Country |                   |
| 1982 | Smoke Gets in Your Eyes                                  | — | Country84 (3 Wo.)Country |                   |
| 1982 | You’re the Reason                                        | — | Country82 (4 Wo.)Country |                   |
| 1983 | Cry Baby                                                 | — | Country52 (9 Wo.)Country |                   |
| 1983 | Anytime You’re Ready                                     | — | Country79 (4 Wo.)Country |                   |
| 1983 | Fool                                                     | — | Country52 (10 Wo.)Country |                   |
| 1984 | You Lay So Easy on My Mind                               | — | Country70 (6 Wo.)Country |                   |
| 1984 | Let’s Live This Dream Together                           | — | Country53 (8 Wo.)Country |                   |
| 1984 | I’m Glad You Couldn’t Sleep Last Night                   | — | Country63 (5 Wo.)Country |                   |
| 1985 | Hey Lady                                                 | — | Country51 (10 Wo.)Country |                   |
| 1985 | If It Was Any Better (I Couldn’t Stand It)               | — | Country68 (4 Wo.)Country |                   |
| 1985 | Out of Sight Out of Mind                                 | — | Country71 (5 Wo.)Country |                   |
| 1986 | Rockin’ My Angel                                         | — | Country70 (5 Wo.)Country |                   |
| 1987 | When a Man Loves a Woman                                 | — | Country60 (7 Wo.)Country |                   |

Weitere Singles
- 1957: Foolish Thoughts
- 1957: Cry, Baby, Cry
- 1958: Rocket Ride
- 1958: Rocket Ride Stroll
- 1958: Vada Lou
- 1959: Cutie Baby
- 1960: Tony
- 1960: 3000 Miles
- 1962: Little Miss Blue
- 1962: Lovelight Man
- 1963: Mountain of Love
- 1964: Four Seasons of Life
- 1965: You Were Mine
- 1965: Night Creature
- 1965: Your True Love
- 1966: Girl Come Back
- 1966: I’d Trade All of My Tomorrows
- 1967: 86 Miles
- 1967: Don’t Let Me Cross Over
- 1968: Dee Dee
- 1968: Since I Met You Baby
- 1973: Rockin’ Little Angel
- 1978: Blue Darlin’
- 1988: I Need Somebody Bad